# Marlborough (Missouri)
Pour les articles homonymes, voir Marlborough.
Marlborough est un village situé en banlieue sud-est de Saint-Louis dans le comté de Saint-Louis, dans le Missouri, aux États-Unis,. Il est incorporé en 1944.

## Démographie
Lors du recensement de 2010, le village comptait une population de 2 179 habitants. Elle est estimée, en 2016, à 2 177 habitants.

### Source de la traduction
- (en) Cet article est partiellement ou en totalité issu de l’article de Wikipédia en anglais intitulé « Marlborough, Missouri » (voir la liste des auteurs).